# 아히나역
아히나역(일본어: 安比奈駅)은 일본 사이타마현 가와고에시에 있는 세이부 철도 아히나 선의 화물역이었다.

## 개요
아히나 선이 1967년부터 영업 중단 상태이기 때문에 오랫동안 방치되어 있는 상태이었다.
현재는 선로도 거의 없어져버려 전차선 기둥이 없으면 단순한 풀밭으로 인식이 될 정도로 많이 황폐해졌다. 역 주변에 살고 있는 사람들은 선로가 남아 있는 곳도 집의 마당으로 사용하고 있다.

## 역사
이루마 강에서 채취한 자갈의 수송을 목적으로 개업했다. 1967년에 자갈채취가 금지되었고, 아히나 선이 영업 중단이 되어서 이 역도 영업 중단이 되었다.
- 1925년 2월 15일 : 영업을 개시함.
- 1967년: 영업이 중단됨.
- 2017년 5월 31일: 아히나 선이 폐지됨으로 따라서 영업 중단이었던 아히나 역도 폐지됨.[1]